# Guerra del Canavese
Con guerra del Canavese si intende un conflitto armato che tra il 1339 e il 1362 interessò le famiglie dei Valperga e dei San Martino in territorio canavesano. La principale fonte storiografica dell'evento è il trattato trecentesco De bello canepiciano di Pietro Azario conservato in un manoscritto risalente al XIV secolo. La guerra non vide la presa di potere di nessuna delle due fazioni che, di comune accordo, si sottomisero al potere ducale dei Savoia.

## Il manoscritto
L’unica copia ancora conservata non è autografa, sebbene sia contemporanea all’autore. Il codice cartaceo è di breve lunghezza ed è composto solo di 86 carte. Fu recuperato da Agostino Cotta e donato alla Biblioteca Ambrosiana di Milano nel 1683, dove è custodito tuttora con segnatura D 269. Il trattato dell’Azario è stato pubblicato per la prima volta da Agostino Cotta nei 16 volumi delle “Miscellanee Novaresi”. Successivamente, nel 1729, Ludovico Antonio Muratori ripubblicò il manoscritto, il quale venne corretto e rivisitato dal conte Donato Silvia nel 1771. Nel 1970 il Lions Club d’Ivrea ha curato una ristampa anastatica del De bello canepiciano, riproducendo l’edizione Muratori; il testo è stato riproposto nel 2004 a cura dell’Associazione di Storia e Arte Canavesana di Ivrea 

## La situazione socio-culturale piemontese descritta da Azario
Azario dedica una breve introduzione all’ambiente canavesano. Visto da fuori, il Canavese pareva una zona agricola benestante, ma priva di attività commerciali e artigianali. In realtà, sebbene i nobili fossero occupati nell'acquisto di oggetti d’arte pregiati provenienti da altre città, il popolo si procurava autonomamente i beni alimentari e soprattutto il vestiario, grazie alle innovative rivoluzioni in campo tessile. Molte famiglie sapevano cucire da sé i propri indumenti, lavorando la lana in casa con rocca, fuso e telaio, divenuti poi preparatrici e follatrici. Allo stesso momento, però, la crescita economica conobbe una crisi causata dalla peste, che giunse al culmine verso la metà del Trecento.

## Le fasi della guerra

### I San Martino occupano Caluso
I San Martino occuparono Caluso perché volevano più proprietà e, grazie all’appoggio del principe di Piemonte, tennero il borgo fino all'assalto del Marchese del Monferrato. Costruirono le mura intorno a Caluso e si impossessarono dei castelli dei Ghibellini del Canavese e specialmente di terre e di castelli.

### L'occupazione di Rivarossa
I San Martino insieme al principe occuparono Rivarossa e il castello dei Valperga, subito fecero erigere delle mura tutt’intorno.

### La spedizione a Milano
I Valperga mandarono Giovanni Azario, podestà di Cuorgnè, a Milano per ingaggiare trecento soldati impiegandoli per sei mesi per fare la guerra ai conti di San Martino.
Gli assoldati nominarono loro comandante Nicola De’ Medici di Milano. Azario, insieme al comandante si mosse verso il Canavese e, attraverso la Dora, giunse a Vische, la occupò e la distrusse.

### La presa di Rivarolo
Pochi giorni dopo i soldati entrarono a Rivarolo nella quale sorgevano due castelli: il castello Malgrà, costruito dal Signore Martino di Agliè e un secondo castello antico posseduto dagli alleati dei Valperga.
I ghibellini Valperga distrussero, incendiarono tutte le case e devastarono le mura del castello Malgrà pur non riuscendo ad occuparlo.

### La presa di Montalenghe
A Montalenghe era situato il castello dei San Martino. I Valperga cominciarono ad assaltare con forza il castello e le parti esterne. I ghibellini di San Giorgio entrarono in massa e sterminarono i Guelfi.
Il castellano strinse un patto con i signori di San Giorgio,nel quale venne stabilito che, nel caso non avesse rinnovato l’esercito entro tre giorni, avrebbe ceduto il castello; e così fece.

### La presa di Orio
Il castello di Orio è costituito da un grande palazzo posto su una vastissima zona fortificata sopra un monte presso San Giorgio. Non apparteneva a nessuno dei signori delle altre corti e i signori dovettero scendere a patti ma vennero resi vassalli del Marchese del Monferrato.

### La presa di Speratono
Le truppe si recarono al castello di Speratono, proprietà dei signori di San Martino, costruito a Caluso sopra un’altura sulle rive del lago di Candia, poco distante dal confine del feudo di Mazzé.
In questo scontro i ghibellini riuscirono a vincere nuovamente.

### La presa di San Benigno
I ghibellini entrarono nella zona di San Benigno senza ostacoli dal momento che non vi erano difese e ciò procurò loro ingenti ricchezze.

### La presa di Favria
Giunsero a Favria, se ne impossessarono ma non distrussero il castello.

### La presa di Front e Barbania
Non riuscirono ad entrare facilmente a Front in quanto presentava grandi mura e fortificazioni, vennero però distrutte le località vicine. In seguito venne stretto un patto con il paese di Barbania, il quale non permise più ai guelfi l’ingresso.

### L'assalto a Pont
Le truppe si diressero poi verso Pont con tutti gli uomini di Cuorgnè. A Pont vi erano due castelli, uno dei signori di Valperga e l’altro dei conti Guelfi di San Martino, uno dei castelli venne assaltato e distrutto, i beni però vennero lasciati ai padroni.

### L'assalto al castello di Pertica
Giovanni di Valperga tentò di occupare con l’inganno il castello di Pertica, non attaccabile in quanto costruito su un’elevata altura, appartenente all’epoca secondo la leggenda a Re Arduino.

### I conti di San Martino alla riscossa
I Valperga distrussero i dintorni di Castellamonte, di Agliè, di Loranzè e di San Martino abbattendo tutto ciò che li circondava. I San Martino vollero vendicarsi delle offese subite e chiesero aiuto ai signori di Mantova.

### L'invasione del Canavese
I Signori di Mantova, alleati dei San Martino; entrarono a Rivarolo, assaltarono il castello dei signori di Valperga, devastarono le case dei ghibellini e incendiarono il borgo di Salassa e di Valperga.

### La presa di Mercenasco
Conquistarono e saccheggiarono Mercenasco, durante l’assalto al castello e le trattative di resa, dalla parte opposta entrarono e uccisero tutti brutalmente.

### Guidetto fatto prigioniero dai Guelfi
Guidetto, signore di Valperga, con la sua scorta composta da ventidue cavalieri si recò dal castello di Valperga a Rivarossa, dove incontrò i nemici. Egli non riuscì a fuggire e venne fatto prigioniero dagli avversari, dopo una lunga attesa pagò un ingente riscatto
Gli uomini dei signori di Mantova nel frattempo iniziarono a ritirarsi e i primi soldati vennero dimessi. Questi si recarono a Chivasso per conferire con Malerba, condottiero di ventura al servizio dei signori di Valperga, il quale assoldò le due parti rimanenti di coloro che avevano compiuto la ferma con i signori di Valperga. Mentre questi si dirigevano a Chivasso nei pressi di Targlavaria e di Saluggia, vennero imprigionati dagli uomini dei signori di Valperga e spogliati di ogni avere.

### Giovanni II, marchese del Monferrato, invade il Canavese
Nel Giugno del 1362, Giovanni, il Marchese del Monferrato invase il Canavese. Le invasioni iniziarono da Caluso.

### Caluso
Caluso fu una delle terre più potenti del Canavese, situata tra la Dora e l’Orco. Il Marchese del Monferrato due anni prima commise devastazioni in Caluso, ma il suo obiettivo era l’intera conquista del territorio.

### Rivarolo
Giunto a Rivarolo, il Marchese mirò all’espugnazione del castello Malgrà, che riuscì a conquistare e fortificare, ma continuò con le devastazioni. Successivamente arrivò a Strambino.

### L’assalto a Strambino
Il borgo era situato su un’altura, ai piedi della quale si stendeva una pianura. In Strambino vi era un castello di proprietà dei signori di Masino. Il Marchese cominciò con le sue devastazioni e mentre con forza tentava l’espugnazione del paese, sconfisse il signor Marchese di Busca e ferì il signor Ottone di Brunsvich. Fuori del castello non lasciò nessuna casa, bruciò tutto. Inoltre, fece ricostruire il castello di Mercenasco, in seguito si diresse nuovamente verso Caluso.

### La battaglia di Caluso
Giunto nuovamente in Caluso ordinò l’assedio immediato del paese e seminò panico negli abitanti. Tutto il partito guelfo accorse a Caluso in difesa, fu presente la nobiltà del partito guelfo del Canavese e della città d’Ivrea: il signor Martino di San Martino, Bartolomeo di Strambino con un altro suo parente, Pietro della Stria, il più ricco di qualunque altro del suo partito e molti dei Taglianti. Costoro poggiavano la loro fiducia sull’onestà di alcuni uomini, non vi era nessun malfattore, tutti erano valorosi combattenti, proprio come dimostrarono i fatti. Non vi era timore contro il Marchese, che continuava a devastare uomini al di fuori del paese. In Caluso tutti gli uomini erano armati e muniti di una doppia corazza, decisero di abbassare il ponte levatoio dalla parte dove vi erano gli uomini del Marchese. Il ponte era disposto sotto la piazza del paese in corrispondenza di una via dritta. Il Marchese alla vista dell’abbassarsi del ponte, pensò che da lì a poco quelli di Caluso avrebbero attaccato, quindi il Marchese decise ti tenere un solenne discorso ai suoi soldati.

### Il discorso del marchese ai soldati
Il discorso mirava all’incoraggiamento dei soldati, per invogliarli a conquistare senza timore Caluso.

### Il marchese dà l'assalto a Caluso ma è respinto
Il Marchese decise di entrare nel paese per l’assalto, ma i nobili Guelfi, valorosissimi, affrontarono il Marchese per difendere il paese. Iniziarono con coloro che erano già entrati, per farli retrocedere. In questo assalto grande forza e valore furono dimostrati dai Teutonici dei Ghibellini.

### Il marchese rinnova l'assalto
Costretto alla retrocessione, il Marchese abbandonò il paese e decise di tenere un secondo discorso per rinnovare l’assalto, stimolando i suoi uomini. Disse loro che ormai i nemici li conoscevano e che quindi dovevano solo tentare nuovamente per sconfiggerli. Entrarono tumultuosamente,avanzavano lentamente verso la piazza, non riuscirono però a sostenere la potenza dei nemici e nuovamente dovettero abbandonare il paese con una grande perdita di uomini. Il Marchese vedendo le porte del paese aperte, radunò i suoi uomini e preparò un piano di azione: appena entrati, si stabiliranno sul ponte con i balestrieri, alcuni avanzeranno sulla via dritta, altri saliranno dalle vie laterali, in modo da condurre l’assalto da tre parti e con tre schiere. Se seguiranno questo piano, raggiungeranno la vittoria.

### Il terzo assalto
Entrarono quindi per la terza volta salendo sul torrione del ponte, se avessero atteso il giorno seguente, avrebbero incontrato sicuramente la loro fine. Fortunatamente decisero con saggezza di forare dalla parte esterna il muro della rocca, riuscendo a fuggire senza essere scoperti dai soldati del Marchese. Questi ultimi però vigilavano alle porte e avendo compensato le fatiche della giornata con numerose bevute, erano in preda al sonno. Il mattino seguente il Marchese, che credeva di avere nelle mani gli assediati, scoprì che essi erano fuggiti dalla roccaforte da una spaccatura praticata nel muro.

### La resa
Il Marchese venne a trattative con quelli che hanno rimasti nella rocca e che erano incoscienti della fuga dei compagni. Il giorno seguente essi consegnarono la rocca al Marchese che la governò insieme a tutto il paese. In realtà la quarta parte di questo territorio spettava di diritto al signor Bertolino di Mazzè, al quale il Marchese non volle mai restituirla dopo le precedenti vicende, ma permise invece che la possedesse il signor Ottone di Brunsvich. Indignato di tutto ciò, il signor Bertolino consegnò al signor Galeazzo Visconti i castelli di Candia e di Castiglione, confinanti con Caluso per consentire al signor Visconti un passaggio in Piemonte per combattere il Marchese. I due castelli furono distrutti da Vercelli e da Novara, tra gli esecutori di questa impresa era presente anche Fabrotino di Parma che morì di malattia.

### Le malefatte del nobile Pietro di Settimo
Prima della presa di Caluso un nobile di nome Pietro di Settimo consigliere e dipendente del Marchese, convivendo alla sua corte, seppe usare tale astuzia per impadronirsi del castello di Volpiano dell'Abate di San Benigno dell'Ordine benedettino. Questo castello, posto sulla cima di un colle sulla pianura canavesana che dominava i confini del Canavese, lo occupò con arcieri e altri che possedevano qualità eccellenti sul campo di battaglia difendendo la porta. I soldati cominciano a salire per le vie adiacenti alle mura dove non incontrarono resistenza poiché tutti erano impegnati nella battaglia della via principale. Essendo saliti per le vie laterali cominciarono ad appiccare fuochi alle case, le quali conservavano ancora molta paglia accumulata dalle precedenti devastazioni dei raccolti. Coloro che si trovavano lì dovettero correre per cercare aiuto andando in più direzioni. Il Marchese avanzando per la via dritta e non trovando alcun impedimento, salì alla piazza con talmente tanta violenza che difensori furono travolti, in particolare per il fuoco che divampava sempre di più nelle case.

### L’assedio al castello
I nobili Guelfi feriti e gravemente affaticati furono costretti a ritirarsi nel castello di Caluso, almeno quelli che vi poterono entrare, mentre altri dovettero far fronte alla loro morte. Il Marchese con i suoi uomini conquistò il paese di Caluso, risparmiando per quanto poté i contadini che vi abitavano. Passò poi all'assedio del castello, sperando di aver chiuso ogni via di scampo ai nemici che vi si erano rifugiati. Il castello era circondato da un muro altissimo e merlato ed era sovrastato da una torre nella quale abitava un custode.

### Occupa il castello di Volpiano
Il consigliere e dipendente del Marchese studiò il modo di impadronirsi del castello di Volpiano (situato sui confini) per far guerra nel Piemonte e nel Canavese. Accordata una certa somma di denaro fece in modo che il custode della torre si concordasse con sua madre, che era stata balia di Pietro. Una notte il custode calò dalla torre un filo genovese e con questo tirò su dalla parte esterna fin sopra la torre, una lunga fune con la quale nel silenzio della notte, tirò su un uomo. Questi due ne tirarono su altri 5 fino ad arrivare a 25 uomini. Una parte di questi scendendo per il muro entrarono nel castello e uccisero il monaco che fungeva da castellano. Pietro si impossessò così del castello, compiendo molte malefatte fino alla morte e per questo fu condannato a morte con il figlio per ordine del Marchese.

### Assente il marchese fa decapitare un ghibellino di Chivasso
Per avventura il Marchese aveva deciso di recarsi ad Avignone, lasciando a Pietro il compito di luogotenente in Chivasso e di qua dal Po. Appena partito il Marchese, egli fece decapitare pubblicamente uno del casato dei Ferrari, che era la famiglia più potente dei Ghibellini di Chivasso, per un leggero dissapore con la moglie di Pietro, che era dei Palantro, i più potenti nobili di crasso di parte Guelfa; questa nefandezza era avvenuta nonostante che la Marchesa Elisabetta aveva difeso a tutti i costi il Ferrari. Pietro la minacciò di gettarla dal balcone della sala del fossato del castello. Di conseguenza la Marchesa mantenne silenzio dopo tali parole, impedendo così che tutto il territorio di Chivasso venisse a conoscenza di tale misfatto. Tornato il Marchese, quando egli seppe dell'accaduto rimase scioccato, pensando che era proprio grazie alla famiglia dei Ferrari che egli aveva potuto conservare Chivasso e che perdendo tale famiglia non avrebbe più potuto rimanervi. Addolorato ordinò a Pietro di presentarsi, ma egli era già fuggito a Volpiano dove in precedenza aveva fatto circondare il castello di una nuova cerchia di mura. In esso vi abitavano 500 uomini atti alla guerra.

### È chiuso in carcere
Prima Pietro si rifiutò di presentarsi; infine, cedendo alle insistenze, raggiunse Chivasso dove si fermò parecchi giorni con i suoi uomini. Il Marchese lo fece in seguito arrestare e condurre alla sua presenza nella torre del castello. Se Pietro avesse usato parole tolleranti il marchese l'avrebbe rilasciato, ma poiché egli, istigato dal suo spirito diabolico, cominciò a rispondere con arroganza, il Marchese gli fece porre i ceppi di ferro e lo fece rinchiudere in carcere. Dopo alcuni giorni Pietro mandò a chiamare il figlio che aveva spostato una figlia del Signore Francesco di San Giorgio, che ai suoi tempi era stato il più potente del Canavese.